# 横山学
横山 学（よこやま まなぶ、1974年7月20日 - ）は、日本の陸上競技選手。専門は棒高跳。現在、香川高等専門学校　教員　准教授

## 来歴・人物
香川県三豊市出身。詫間町立詫間中学校、香川県立観音寺第一高等学校を経て、筑波大学体育専門学群卒業。
小学校4年生の時に初めてテレビでロサンゼルスオリンピックの棒高跳の競技を見て、外国人選手が跳んでいる姿が格好いい、自分もああいう舞台に出たいと思った。
詫間中学で陸上を始め、アジア大会棒高跳の金メダリスト木川泰弘の指導を受ける。観音寺第一高校時代は、1991年（平成3年）6月、第7回日本ジュニア陸上競技選手権大会で5メートルを跳び優勝。同年10月、第46回国民体育大会では、5メートル10で優勝。また、5メートル21の日本高校新記録（当時）の実績を残した。
1996年（平成8年）筑波大学4年時に日本選手権で初優勝。1999年（平成11年）8月には四国選手権で5メートル63の日本新記録（当時）を樹立する。
2000年（平成12年）2月、日中対抗室内で室内日本新記録の5メートル60を樹立。同年3月に筑波大大学院を中退し、百十四銀行に入行。同年4月、織田記念国際で5メートル70で優勝、自己の持つ日本記録を7センチ更新する。
同年シドニーオリンピックに男子棒高跳の日本代表として出場、5メートル55の五輪日本最高を記録した。

## 主な成績
| 年     | 大会                 | 順位        | 記録                  |
| ------ | -------------------- | ----------- | --------------------- |
| 1996年 | 日本選手権           | 1位         | 5m40                  |
| 2000年 | 織田記念国際         | 1位         | 5m70（当時 日本記録） |
| 2000年 | シドニーオリンピック | 予選B組13位 | 5m55                  |
| 2001年 | 東アジア大会         | 1位         | 5m60                  |
| 2001年 | 日本選手権           | 1位         | 5m50                  |